# Runes of Magic
Blanda inte samman med RuneScape.
Runes of Magic (RoM) är ett av de största gratis massively multiplayer online role-playing game (MMORPG). Det är utvecklat av det taiwanesiska företagen Runewaker Entertainment och översatt till engelska och tyska av det tyska företaget Frogster Interactive. Efter en öppen betaperiod lanserades spelet den 19 mars 2009 och Kapitel II - The Elven Prophecy släpptes 15 september 2009. Kapitel III – The Elder Kingdoms kom 22 april 2010. Kapitel IV - Lands of Despair, släpptes 16 juni 2011. Spelklienten är gratis att ladda ned och spelet har inga månatliga avgifter. Spelet finansieras av att spelarna kan handla för riktiga pengar inne i spelet. 